# ورزشگاه سیتا دی آرتزو
 ورزشگاه سیتا دی آرتزو  (به ایتالیایی: Stadio Città di Arezzo) ورزشگاهی چند منظوره در شهر آرتزو در کشور ایتالیا است.
بازی‌های خانگی باشگاه فوتبال اتلتیکو آرتزو در این ورزشگاه برگزار می‌شود.